# خالد الجابري (لاعب كرة قدم مواليد 1995)
خالد يحيى محمد الجابري (مواليد 31 مايو 1995، لاعب كرة قدم عماني من مواليد الإمارات يجيد اللعب في الوسط مع نادي العروبة الإماراتي.

## مسيرة اللاعب
لعب في العروبة العماني و بعدها احترف في الإمارات في نادي العروبة الإماراتي.